# Траян (Мехедінць)
Траян (рум. Traian) — село у повіті Мехедінць в Румунії. Адміністративно підпорядковане місту Винжу-Маре.
Село розташоване на відстані 257 км на захід від Бухареста, 25 км на південний схід від Дробета-Турну-Северина, 77 км на захід від Крайови.

## Населення
За даними перепису населення 2002 року у селі проживали 732 особи.
Національний склад населення села:
| Національність | Кількість осіб | Відсоток |
| -------------- | -------------- | -------- |
| румуни         | 636            | 86,9%    |
| цигани         | 96             | 13,1%    |

Рідною мовою назвали:
| Мова      | Кількість осіб | Відсоток |
| --------- | -------------- | -------- |
| румунська | 636            | 86,9%    |
| циганська | 96             | 13,1%    |